# Cantonul Saint-Cyprien
Cantonul Saint-Cyprien este un canton din arondismentul Sarlat-la-Canéda, departamentul Dordogne, regiunea Aquitania, Franța.

## Comune
| Comune                      | Populație (1999) | Cod poștal | Cod INSEE |
| --------------------------- | ---------------- | ---------- | --------- |
| Allas-les-Mines             | 203              | 24220      | 24006     |
| Audrix                      | 290              | 24260      | 24015     |
| Berbiguières                | 174              | 24220      | 24036     |
| Bézenac                     | 131              | 24220      | 24041     |
| Castels                     | 641              | 24220      | 24087     |
| Coux-et-Bigaroque           | 982              | 24220      | 24142     |
| Les Eyzies-de-Tayac-Sireuil | 827              | 24620      | 24172     |
| Marnac                      | 187              | 24220      | 24254     |
| Meyrals                     | 573              | 24220      | 24268     |
| Mouzens                     | 240              | 24220      | 24298     |
| Saint-Chamassy              | 538              | 24260      | 24388     |
| Saint-Cyprien               | 1.576            | 24220      | 24396     |
| Saint-Vincent-de-Cosse      | 357              | 24220      | 24510     |
| Tursac                      | 330              | 24620      | 24559     |